# Randy Matson
James Randel "Randy" Matson, född 5 mars 1945 i Kilgore i Texas, är en amerikansk före detta friidrottare (kulstötare).
Matson blev olympisk mästare i kulstötning vid olympiska sommarspelen 1968 i Mexico City.Han var den förste som stötte över 21 meter.